# М'ята перцева
Перце́ва м'я́та (Mentha piperita) — гібридний вид м'яти. Ця м'ята має приємний запах та у дикому стані ніде не росте. Це давня культурна рослина виведена в Англії в XVII столітті шляхом схрещування диких видів м'яти: м'яти водяної (Mentha aquatica) і м'яти колосистої (Mentha spicata).

## Біологічні характеристики
М'ята перцева — багаторічна трав'яниста рослина. Кореневище стелиться і дає пагони. Стебло чотиригранне, галузисте, близько 0,5 м заввишки. У культурі найвідоміші два різновиди: чорна м'ята з червоно-фіолетовими стеблами і жилками листка та біла м'ята із світло-зеленими стеблами і жилками. Листки супротивні, короткочерешкові. Квітки дрібні, червоно-фіолетові, розміщені кільцями, зближеними в густі колосоподібні суцвіття на верхівках стебла й гілок. Віночок зрослопелюстковий, лійкоподібний, дещо неправильний, з чотирма лопатями. Вся рослина дуже запашна.
У листках і суцвіттях міститься ефірна олія (0,8—3,5 %). її кількість залежить від умов розвитку рослини, часу збирання і сорту м'яти. Основними складовими ефірної олії є ментол і ментон. Крім того, до її складу входять цінеол, ментофуран, тимол, карвакрол, сесквітерпеновий біциклічний вуглець, сесквітерпеновий кетон і сесквітерпенові спирти невстановленої будови. Ефірна олія має приємний прохолодний смак і тонкий сильний аромат.

## Використання

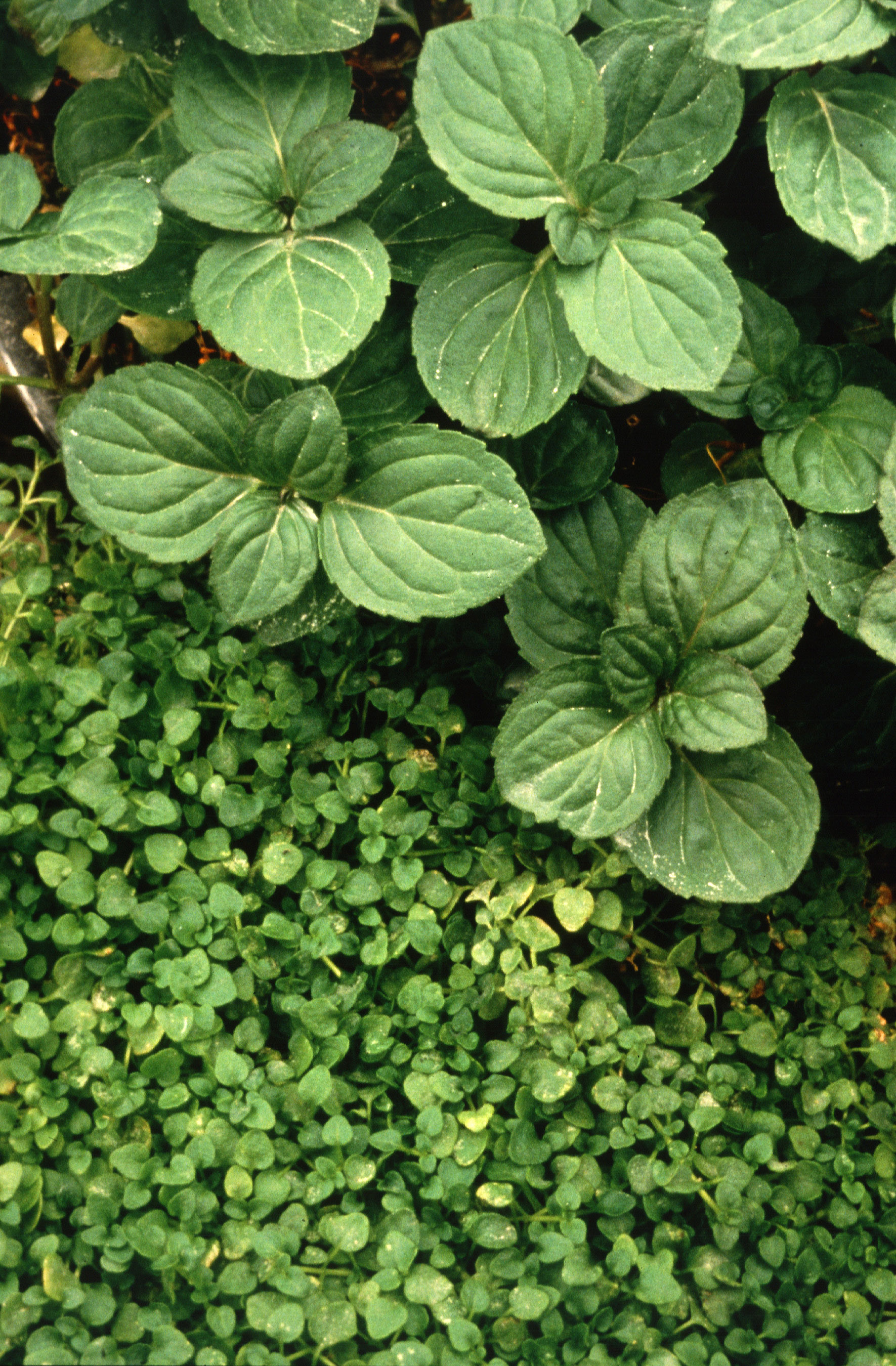
Листки — лікарська сировина

Листя м'яти і ефірну олію застосовують у багатьох галузях харчової промисловості для ароматизації напоїв, соусів, кондитерських і спиртних виробів, а також у парфумерії (зубні пасти, шампуні, гелі для душу, тощо).

## Медичне застосування
Лікарською сировиною є листки. Свіжу квітучу траву використовують у гомеопатії.
У медичній практиці — як болезаспокійливе і для зубних полоскань. З олії одержують ментол, який міститься у багатьох лікарських препаратах як дезинфікуючий і протизапальний засіб. 25—30%-ний розчин ментолу в ізовалеріаново-ментоловому ефірі (валідол) застосовують при стенокардії.
Листки м'яти приписують для поліпшення травлення (у зборах), як жовчогінне, проти спазмів кишки і нудоти. Майже аналогічно використовується настоянка м'яти.
На основі настоянки м'яти, м'ятної олії й ментолу виготовляють комплексні препарати: болезаспокійливої дії при невралгії, міозиті — Меновазин і мазі Гевкамен, Евкамон; для лікування ВДШ: Евкатол, Інгакамф, Пектусин, аерозолі — Каметон, Інгаліпт і Камфомен; заспокійливі препарати при неврозах серця, тахікардії, безсонні — Корвалол, Корвалдин, Валокормід, краплі Зеленіна, Валідол; літолітичної дії — Уролесан, Оліметин і Фітолізин.

## Вирощування

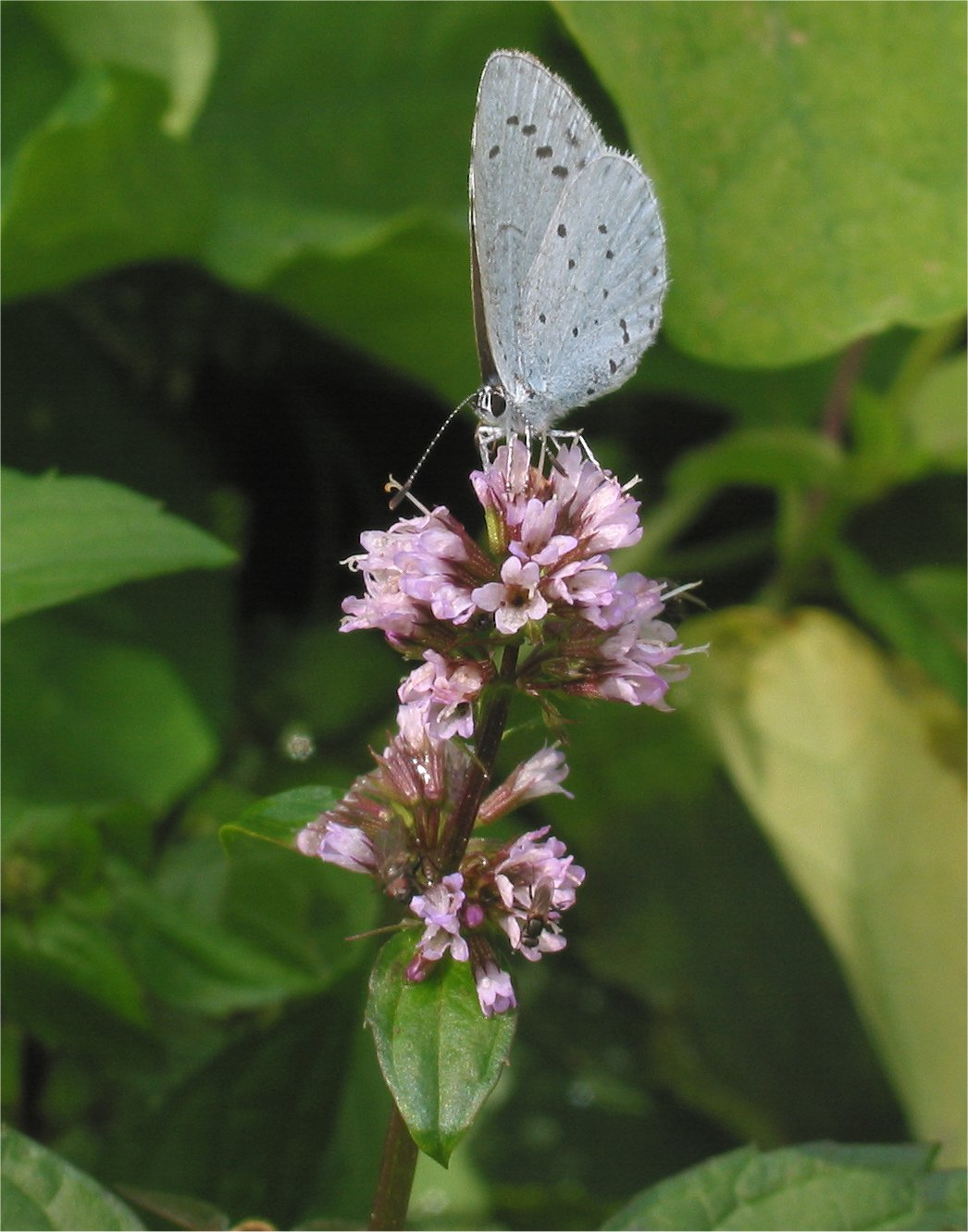
Цвітіння — сигнал для збору сировини

Під м'яту, ділянку орють на зяб на глибину 25—27 см, одночасно вносять органічні добрива з розрахунку 300—400 кг/100 м². Рано навесні поле боронують і культивують.
Свіжі непророслі кореневища висаджують вручну квадратно-гніздовим (45×45 см) способом. Після садіння ґрунт прикочують. Під час появи бур'янів, посіви 1—2 рази культивують на глибину 8—10 см.
Перцева м'ята майже не утворює насіння і тому розмножується вегетативно (поділом кореневища, стебел і навіть укоріненням листків). Рослина дуже вимоглива до вологості і родючості ґрунту. Високий урожай вона дає при вирощуванні на низинних ділянках з неглибоким заляганням ґрунтових вод та родючими легкими ґрунтами. При стійкому та достатньому сніговому покриві витримує морози — 18—30°С. У літні місяці оптимальна середньодобова температура для успішного росту м'яти становить 18—22°С. Часті дощі і висока температура повітря зумовлюють зниження вмісту ефірної олії.
Коріння м’яти перцевої біологічно накопичують радій, тож рослина може бути придатною для фіторемедіації радіоактивно забрудненого ґрунту.
В Україні науковці з Лубенської дослідної станції лікарських рослин (с. Березоточа) та Прилуцької дослідної станції (м. Прилуки) вивели ряд цінних сортів м'яти перцевої.

## Збір
М'яту збирають у липні — серпні у фазі бутонізації і початку цвітіння або дещо пізніше, при зацвітанні головних квіток. Після відростання можливе повторне збирання (вересень).